# Механика стена
Механика стена је научна и техничка дисциплина која се бави испитивањем и истраживањем стенских материјала, у циљу што бољег упознавања њихових физичко-механичких и техничких карактеристика и њиховог понашања под дејством разних оптерећења или напонског стања. Стенски материјал, о коме је реч, може бити природна или ново створена радна средина, без обзира да ли се анализира материјал са површине земље или са било које дубине у земљиној кори стим сто се под стеном у најширем геолошком смислу подразумева сав материјал који изграђује приступачни део земљине коре, укључујући и лежишта минералних сировина.

## Задаци проучавања
- Проучавање општих особина стенских материјала, као што су: структура, хомогеност , изотропија, испуцалост и слично.
- Проучавање физичких особина стенских материјала, као што су: густоћа, запреминска тежина, порозност и слично.
- Проучавање механичких особина стенских материјала, као што су: механичке чврстоће, деформабилност и слично.
- Проучавање техничких особина стенских материјала, као што су: бушивост, абразивност, отпор према резању.
- Проучавање напонског стања, јамских притисака и појаве јамских удара као последицу поремећаја унутар стенских матреијала услед одговарајићих напрезања и деформација.
- Проучавање манифестација рударских подземних радова на оптерећење површине терета и понашање објеката у непосредној околини.
- Проучавање стабилности радних етажа и завршних косина површинских копова и одлагалишта.

## Методе механике стена у рударству
Имајући у виду сложеност задатка који се јављају у механици стена, иста представља експерименталну, теоретску и примењену науку са одговарајућим методама, укључујући и нумеричке методе.

## Методске јединице
1. Класификација стенских материјала.
2. Врсте и начин узимања узорка за испитивање структурних, физичких, механичких и техничких особина стенских материјала.
3. Преглед основних структурних особина стена.
4. Преглед физичких особина стенског материјала.
5. Преглед механичких особина стенског материјала.
6. Преглед техичких особина стенског материјала.
7. Статистичка обрада резултата испитивања.